# Ceriagrion suave
Ceriagrion suave е вид водно конче от семейство Coenagrionidae. Видът не е застрашен от изчезване.

## Разпространение
Разпространен е в Ангола, Бенин, Ботсвана, Буркина Фасо, Гамбия, Гана, Гвинея, Гвинея-Бисау, Демократична република Конго, Етиопия, Замбия, Зимбабве, Кения, Кот д'Ивоар, Либерия, Малави, Мали, Мозамбик, Намибия, Нигерия, Сенегал, Сиера Леоне, Сомалия, Танзания, Того, Уганда и Южна Африка.